# Cheile Turenilor (sit SCI)
Cheile Turenilor este o arie protejată (arie specială de conservare — SAC, sit de importanță comunitară — SCI) din România, desemnată în scopul protejării biodiversității și menținerii într-o stare de conservare favorabilă a florei spontane și faunei sălbatice, precum și a habitatelor naturale de interes comunitar aflate în arealul zonei de protecție. Aceasta se întinde pe o suprafață de 126,7 ha, integral pe uscat.

## Localizare
Situl se întinde pe teritoriile administrative ale comunelor Săndulești și Tureni din județul Cluj. Centrul sitului Cheile Turenilor este situat la coordonatele 46°36′15″N 23°42′45″E / 46.604053°N 23.712431°E.

## Înființare
Arealul Cheile Turenilor a fost declarat sit de importanță comunitară (ROSCI0034) în decembrie 2007 pentru a proteja 3 specii de animale. Situl a fost protejat și ca arie specială de conservare în iunie 2022. Acesta include rezervația naturală Cheile Turului.

## Biodiversitate
Situată în ecoregiunea continentală din bazinului hidrografic al râului Valea Racilor, aria protejată conține 3 habitate naturale:  Tufișuri subcontinentale peri-panonice, Pajiști rupicole calcaroase sau bazofile cu Alysso-Sedion albi, și Pante stâncoase calcaroase cu vegetație chasmofitică.
La baza desemnării sitului se află 11 specii faunistice protejate la nivel european sau aflate pe lista roșie a IUCN; astfel: 
- mamifere (1): vidra de râu (Lutra lutra)[7];
- amfibieni (3): buhai de baltă cu burtă roșie (Bombina bombina)[8], buhaiul de baltă cu burtă galbenă (Bombina variegata), triton cu creastă (Triturus cristatus);
- pești (4): moioagă (Barbus petenyi), zvârlugă (Cobitis taenia Complex), boarță (Rhodeus amarus), porcușor de nisip (Romanogobio kesslerii);
- nevertebrate (3): fluturele flitirar (Euphydryas maturna), fluturele vărgat (Euplagia quadripunctaria), fluturele de muștar (Leptidea morsei).[5]

Pe lângă speciile protejate aflate la baza desemnării sitului, pe teritoriul acestuia au mai fost identificate 18 specii din flora spontană și fauna sălbatică a României.